# Palácio de Ksar Said
O Palácio de Ksar Said (em francês, Palais de Ksar Saïd) é um antigo palácio tunisino localizado em Bardo, nos arredores da cidade de Tunes. Encontra-se muito perto do Museu Nacional de Bardo.

## História
O edifício era inicialmente a residência preferida de Ismail Is-Sunni, alto dignitário da dinastia de Hussein e cunhado dos soberanos Mohammed Bey e Sadok Bey. Em 1867, Ismaíl Es-Sunní foi acusado de conspirar contra o último e executado. Sadok Bey tomou posse do palácio, baptizou-o com alegria Ksar Saïd ("Palácio Bem-Aventurado") e se instalou em 1869, depois de ter introduzido transformações notáveis. O palácio de Ksar Saïd testemunhou a assinatura do Tratado de Bardo em 12 de maio de 1881, que marcou o início do protectorado francês de Tunes.
Após a morte de Sadok Bey, em 1882, o palácio foi abandonado por seu sucessor Ali III Bey, que preferiu se instalar em La Marsa.
No início do século XX, o palácio voltou a ser uma residência sob Muhammad IV Bey, o único soberano que viveria lá depois de Sadok Bey. Em 1951, Muhammad VIII Bey fez Ksar Said a sede de um centro hospitalar que tem seu nome antes de ser renomeado pelo Hospital Aboulkacem-Chabbi em 1957. Durante este período, o palácio sofreu várias transformações e adições.
Dada a importância histórica do palácio, em 1981 foi proposto instalar nele um museu de história tunisina moderna e contemporânea. Por várias razões, o museu nunca foi terminado, porque foi adiado uma e outra vez. Após a revolução tunisina de 2010-2011, avançou-se com a criação, dentro do palácio, de um museu dedicado aos beys de as dinastias Huseinite (1705 - 1957) e Muradite (1613 - 1702). Em 2016 - 2017, foi organizada uma exposição intitulada "O despertar de uma nação" (L'Éveil d'une nation) e dedicada à era das reformas empreendidas pela Tunísia entre 1830 e 1881.

## Decoração

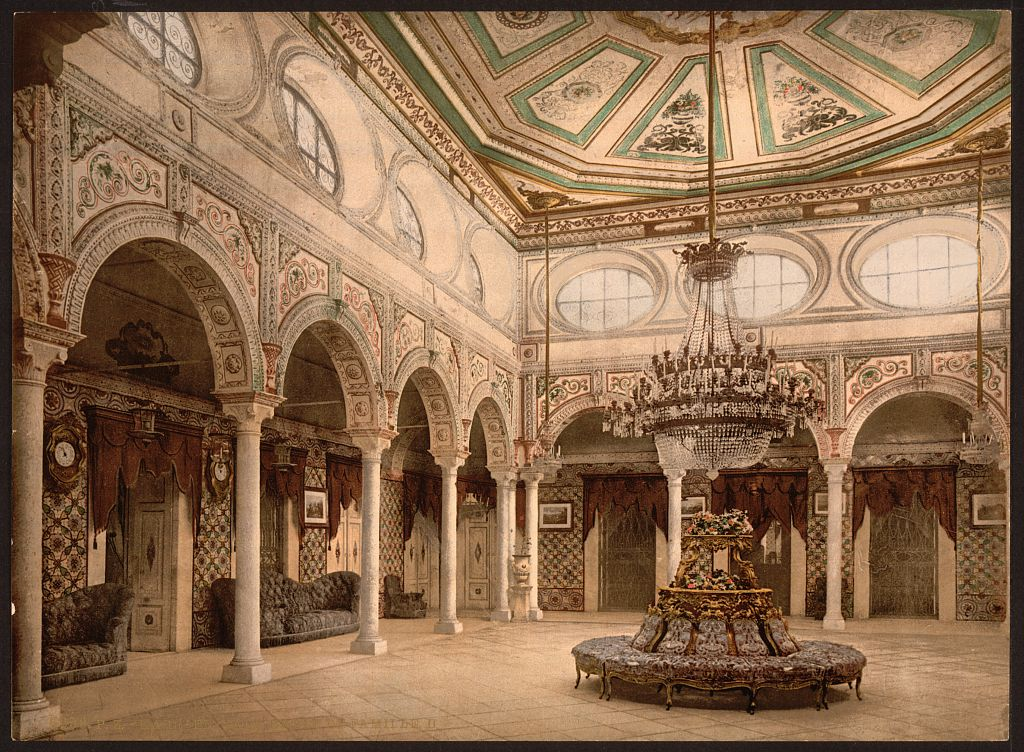
Grande sala de estar ou pátio coberto decorado com um peristilo de mármore, cerâmica, estuque e um tecto pintado em estilo italiano. A sala é iluminada por grandes janelas em forma de vigias.

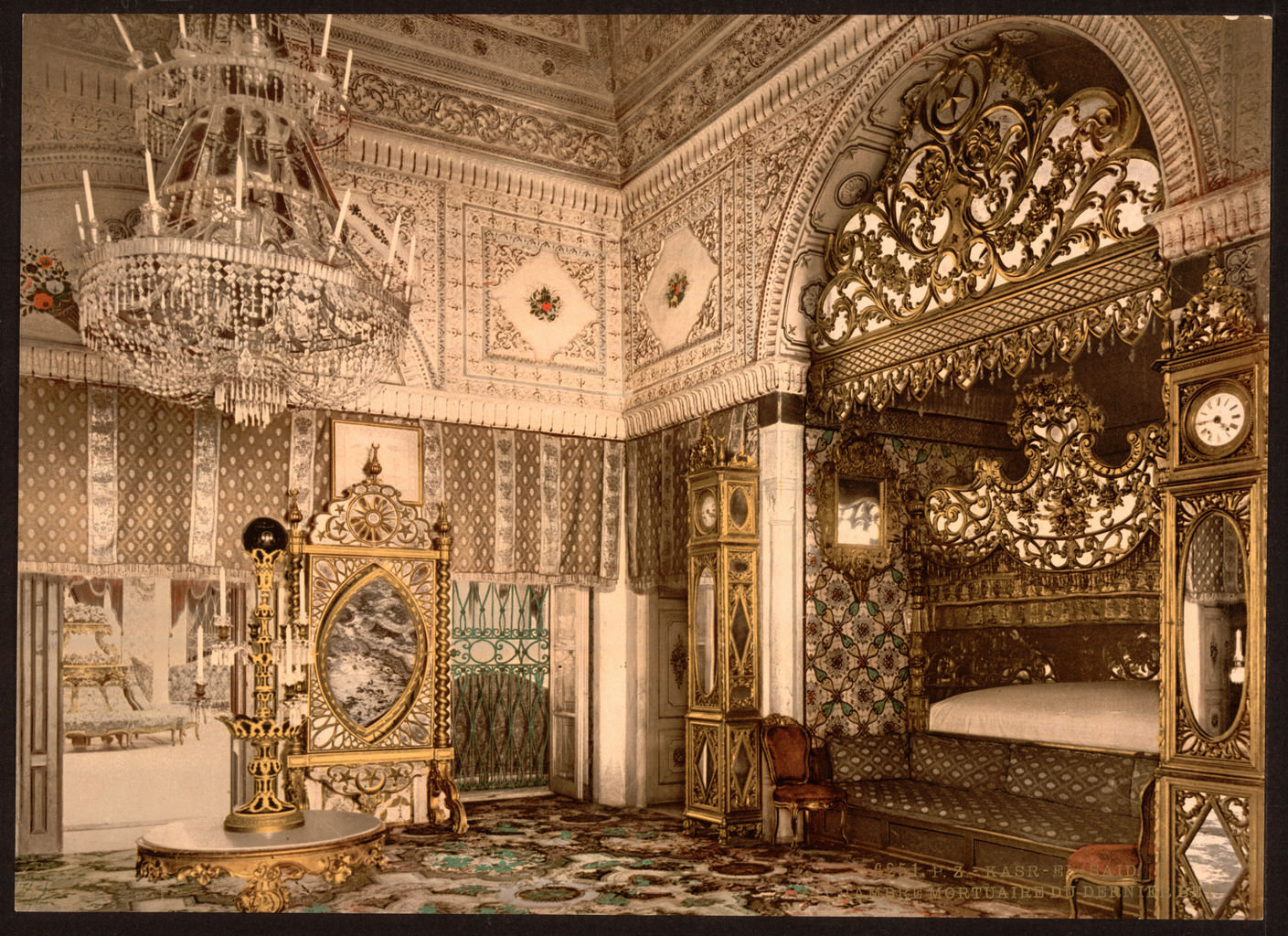
Aposentos del bey en Ksar Said.

Por sua arquitectura e decoração, Ksar Said se assemelha às residências palácios da Tunísia do século XIX. Mostra profundas influências europeias, mas também uma certa fidelidade ao repertório arquitectónico e decorativo local. Este sincretismo, longe de ser uma mistura de géneros, constitui uma síntese bem-sucedida em que diferentes estilos coexistem harmoniosamente graças à habilidade dos construtores do palácio.
A influência europeia já é visível na arquitectura geral do palácio. O primado é dado no primeiro andar, o que se torna a parte nobre do edifício. Há também os quartos cerimoniais e os quartos privados dos bey. Esta influência é atestada em grande parte na decoração interior dos quartos: todas as paredes são cobertas com azulejos de cerâmica importados principalmente da Itália, a que é adicionado o mármore branco importado de Carrara, visível nas colunas e nos capiteis. os quadros das portas e os pavimentos, etc. Todas as pinturas executadas nos tectos também são de design italiano, assim como os móveis, cortinas e acessórios, como mostrado em várias fotografias e cartões postais do início do século XX.
Esta predileção pelo estilo europeu, muito clara em Ksar Said, não se traduz no abandono da tradição local. O repertório arquitectónico e decorativo da Tunísia pode ser visto em dois quartos cerimoniais no primeiro andar com vista para o pátio central. A sala de estar à direita tem, como a maioria das casas tunisinas, um plano em forma de T com alcova. A sala de estar à esquerda tem um cofre de tambor coberto com esculturas de gesso com motivos de roseta, executados com a técnica nakch hdida.